# ارتورو تولنتينو
ارتورو تولنتينو (بالإنجليزية: Arturo Tolentino) (و. 1910 – 2004 م) هو دبلوماسي، وبروفيسور (أستاذ جامعي) من الفلبين ولد في مانيلا.